# バイエルサ州

バイエルサ州
Bayelsa State

州の愛称: 全地の栄光

バイエルサ州 (バイエルサしゅう、英語：Bayelsa State) は、ナイジェリア南部の州である。州都はイェナゴア。

## 地理
デルタ州（シェルとシェブロンが操業）とリバーズ州の間に位置する。バイエルサ州はニジェール・デルタ河口のマングローブ域にあり、ほとんどの部分が水に囲まれている為に、道路では交通し難い。

## 歴史
1996年に旧リバーズ州西部が分割されて設置された、サニ・アバチャ政権による新設州の一つである。多くの住民は田舎に住み、交通手段、道路が十分に無いこともあり彼らは貧しく生活している。州設立以来このことは主要な問題で、現在でも改善出来ていない。
2007年1月10日、バイエルサ州内のガスパイプライン建設現場で、大宇建設の社員ら10人がダイナマイトで武装した組織（ニジェール・デルタ解放運動、MEND）に拉致される（大宇建設社員拉致事件）。
元知事のグッドラック・ジョナサンは2007年5月ウマル・ヤラドゥア政権の副大統領となり、ヤラドゥアの体調悪化により2010年2月に大統領代行に就任し、5月5日にヤラドゥアの逝去を受け第14代大統領となった。

## 産業
ナイジェリアでも有数の原油埋蔵地で、ガソリンの生産が豊富である。
商業はほとんど存在せず、地域民は生活の為に漁業を行っている。

## 隣接州
- デルタ州
- リバーズ州

## 著名人
- グッドラック・ジョナサン(Goodluck Ebele Jonathan)(1957年〜)：第14代大統領(2010年〜2015年)。
- ダニエル・イガリ(Baraladei Daniel Igali)(1974年〜)：シドニーオリンピックレスリングフリースタイル69kg級金メダル。カナダに帰化。